# Teuscheria
Teuscheria – rodzaj roślin z rodziny storczykowatych (Orchidaceae). Obejmuje 10 gatunków występujących w Ameryce Środkowej i Południowej w takich krajach jak: Belize, Kolumbia, Kostaryka, Ekwador, Gwatemala, Honduras, Meksyk, Panama, Wenezuela.

## Systematyka
Rodzaj sklasyfikowany do podplemienia Maxillariinae w plemieniu Cymbidieae, podrodzina epidendronowe (Epidendroideae), rodzina storczykowate (Orchidaceae), rząd szparagowce (Asparagales) w obrębie roślin jednoliściennych.
Wykaz gatunków
- Teuscheria archilae Chiron & Szlach.
- Teuscheria cornucopia Garay
- Teuscheria desireeae Archila, Chiron & Szlach.
- Teuscheria dodsonii Dressler
- Teuscheria elegans Garay
- Teuscheria guatemalensis Archila, Chiron & Szlach.
- Teuscheria horichiana Jenny & Braem
- Teuscheria integrilabia Dodson
- Teuscheria pickiana (Schltr.) Garay
- Teuscheria wageneri (Rchb.f.) Garay